# Zubní sprcha

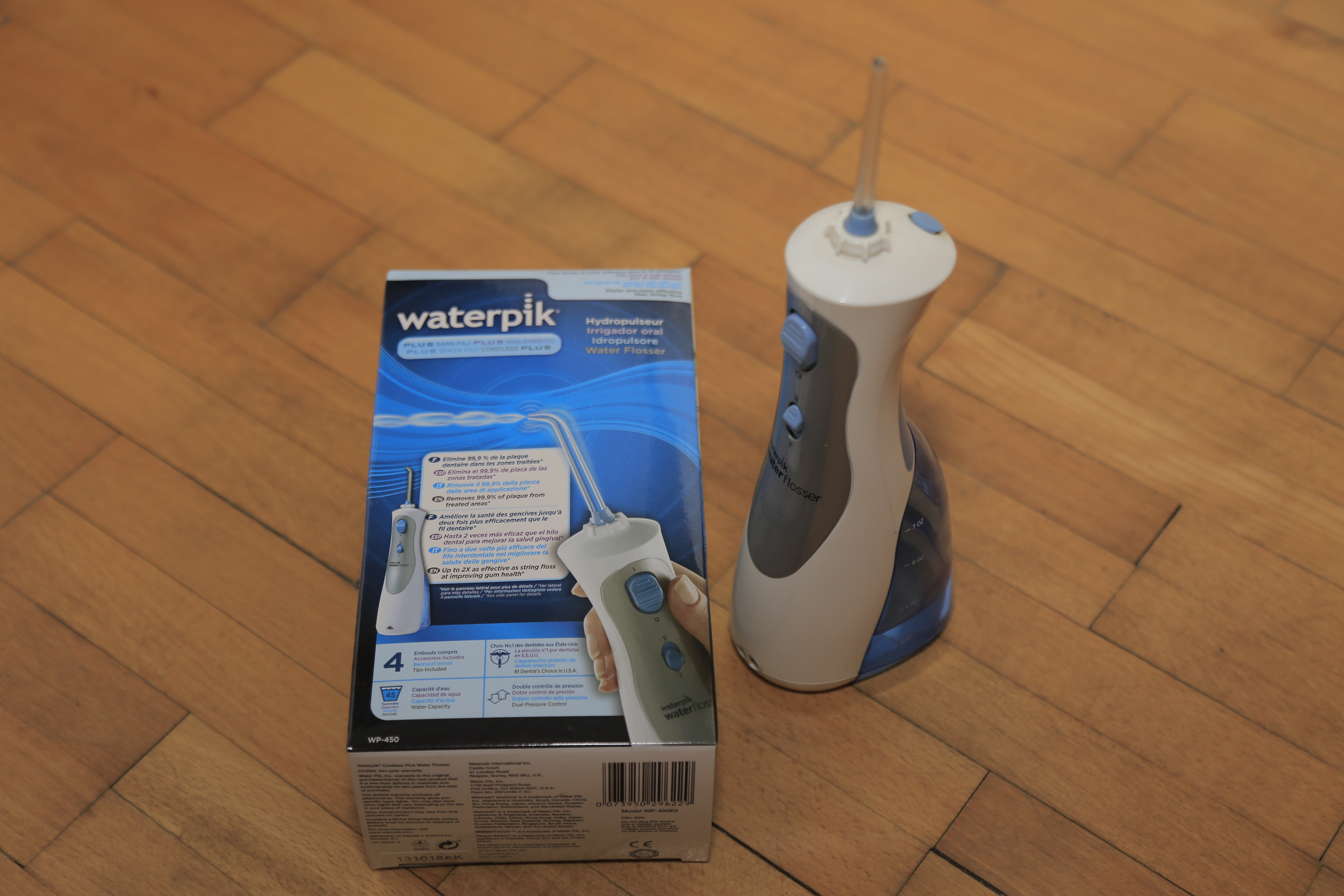
Zubní sprcha

Zubní sprcha, ústní sprcha či zubní irigátor nebo ústní irigátor je elektrické zařízení pro čištění zubů na principu tenkého paprsku vody, případně ústní vody vstřikované ve směsi se vzduchem do prostoru zubů. Čištění zubů tímto způsobem méně dráždí dásně a v některých místech je účinnější než za použití mezizubního kartáčku, jelikož se perličky vzduchu s vodou pod tlakem lépe dostávají do těžko přístupných míst, kde ničí škodlivé bakterie a vyplachují zbytky jídla nebo zubní plak. Studie z roku 2008 ale nepotvrdila snížení celkového množství plaku, ačkoli zdraví dásní se zlepšilo. Zařízení slouží jako doplněk k čištění pomocí zubního kartáčku a pasty, nikoliv jako jeho náhrada.